# Metagenômica
A metagenômica é a análise genômica da comunidade de microrganismos de um determinado ambiente por técnicas independentes de cultivo. Essa abordagem consiste na extração de DNA diretamente do ambiente e construção de uma biblioteca metagenômica com este genoma misto. Essa estratégia permite o acesso a genes de bactérias incultiváveis de inúmeros ambientes.
Através de técnicas de cultivo puro, os microrganismos podem ser estudados individualmente. Entretanto essa abordagem limita a avaliação taxonômica, filogenética e a estimativa da diversidade microbiana da biosfera, porque apenas uma pequena parcela dos microrganismos, em torno de 1%, são cultiváveis em laboratório pelas técnicas padrões de cultivo.  Com a metagenômica foi possível realizar análises de comunidades microbianas de ambiente por técnicas independentes de cultivo . 
Devido ao vasto domínio do campo, esta área de estudo também pode ser referenciada como genômica ambiental, ecogenômica ou genômica de comunidade. Enquanto a microbiologia tradicional, a genômica e o sequenciamento do genoma microbiano dependem de culturas clonais, a metagenômica usa o sequenciamento de regiões gênicas conservadas (muitas vezes o gene 16S rRNA) para possibilitar a identificação dos gêneros em uma amostra natural. Esse trabalho revelou que parte da biodiversidade microbiana é perdida quando métodos de cultivo são usados. Estudos recentes utilizam o seqüenciamento Sanger ou em paralelo o pirosequenciamento para obter informações imparciais de todos os genes, de todos os organismos da comunidade amostrada. Devido à capacidade de revelar a diversidade de vida microscópica anteriormente oculta, a metagenômica oferece uma poderosa lente para enxergar o potencial que o mundo microbiano oferece.
A técnica de metagenômica foi citada primeiramente em 1998, tratando-se da recuperação de genomas de bactérias cultiváveis e não cultiváveis, a partir de amostras de solo . O método envolvia a extração do DNA total das amostras seguida da clonagem em cromossomo artificial de bactéria e sequenciamento. A partir dessa abordagem, os projetos em metagenômica tiveram como objetivo a montagem de genomas completos de bactérias não cultiváveis . As análises de metagenômica proporcionam uma compreensão da diversidade microbiana sem a necessidade de cultivos, além de ampliar o conhecimento da diversidade genética, organizações de populações e papeis e/ou funções ecológicas dos microrganismos .
Atualmente, através das análises de metagenômica é possível capturar e identificar desde um microrganismo até mesmo um microbioma, sem a necessidade de cultura, clonagem e conhecimento prévio de sua identidade taxonômica/composição. A metagenômica pode ser aplicada em diferentes tipos amostras: de solo, água, intestino de humanos entre outras, tornando possível, as análises de amostras complexas, compostas por diferentes ácidos nucleicos, sendo capaz, inclusive, de recuperar genomas completos de organismos desconhecidos . 
O acerelado crescimento dos estudos de metagenômica de forma quantitativa e qualitativa, só foi possível devido a capacidade da produção densa de dados de forma rápida e sensível dos sequenciadores com alto desempenho e de última geração (Higt Throughput Sequencing-HTS) . Com o progresso e amplitude das tecnologias de sequenciamentos, questões biológicas que eram incompreensíveis, agora com a contribuição da metagenômica estão sendo esclarecidas . Os sequenciamentos realizados com a tecnologia de HTS geram terabytes de dados e informações que precisam ser armazenados, processados e analisados, o que é um grande desafio para os profissionais de bioinformática. Por outro lado, o desenvolvimento de software de bioinformática está evoluindo rapidamente, o que torna viável a produção de grandes volumes de dados e consequentemente, possibilita a exploração dessas informações genômicas por uma ampla gama de pesquisadores .

A metodologia e análises de bioinformática a serem aplicadas são específicas para diferentes situações, o que faz necessário o conhecimento prévio do cenário a ser estudado, quando aplicado a abordagem de metagenômica para uma questão biológica. Geralmente, uma análise de metagenômica entende três etapas principais: processamento das amostras biológicas; sequenciamento em uma plataforma de alto desempenho (NGS), como por exemplo, a plataforma Illumina; e análises dos dados, nesta  terceira parte, utiliza-se apenas ferramentas computacionais para o processamento dos dados. Após o sequenciamento, são obtidos os dados brutos, que devem ser passados primeiramente, em todos os casos, pelo controle de qualidade, etapa fundamental para prosseguir somente com as sequências boas, programas que podem ser utilizados para essa etapa são o FastQC, para a visualização da qualidade e, o PRINSEQ, usado para filtrar, reformatar ou aparar as sequências. Após o controle de qualidade,  as análises podem ser realizadas de maneiras diferentes e com vários programas de bioinformáticas que são específicos para análises de metagenômica. Integrar as três etapas é de extrema importância para entendimento, interpretação e sucesso da análise. 